# Pepa Poch i Ripoll
Pepa Poch i Ripoll (Barcelona, 1960) és una artista, creadora i pintora catalana, coneguda especialment pel seu ús personal dels colors. L'any 1980 va rebre el Premi Honorífic de la Fundació Roviralta i des de l'any 1999 és membre de l'Autoritat Internacional del Color (ICA) de Londres.

## Biografia
Filla dels pintors catalans Josefina Ripoll i Francesc Poch i Romeu, es va criar envoltada de pintura: de Tàpies, Ràfols-Casamada, Hernàndez Pijuan i Grau Garriga va aprendre'n l'abstracció i la naturalesa de les tendències.
Ha realitzat estades a París, Milà, Roma, Londres, Venècia, L'Havana, Nova York, Filipines i Guinea, on aprengué la tècnica sobre paper i llenç amb pigments naturals i on començà a fer els primers esbossos per realitzar murals.

## Trajectòria

### Inicis
Estudià Belles Arts a l'Escola Massana de Barcelona. L'any 1980 començà la seva trajectòria en ser becada per la Fundació Pierre Cardin de París i obtenir el Premi honorífic per part de la Fundació Roviralta. A la dècada dels 90 participà en exposicions individuals i col·lectives a Ais de Provença (França), L'Havana (Cuba), i a espais com la Maison de la Catalogne (COPEC), Saint Germain de Pres, París (França), Los Aljibes de Tahiche (Lanzarote, sala d'art creada per César Manrique), el Museo Casa de Colón de Las Palmas de Gran Canaria i Los Lavaderos de Santa Cruz de Tenerife. També ha presentat a Seattle i a Nova York (Jacob K. Javits Convention Center), així com a la Casa Palacio Salazar, de La Palma (Monument declarat Patrimoni de la Humanitat).
L'any 1999 és nomenada membre de L'Autoritat Internacional del Color de Londres, un organisme que tria les tendències de color tant pel que fa al disseny com a la moda a tot el món. A partir d'aquest moment, els colors dels seus quadres han servit per marcar les tendències de color internacional fins a la data actual.
L'any 2004 crea l'exposició itinerant La Mar Salada, que visita Madrid, Còrdova, i la seva trajectòria es consolida amb estades i mostres individuals i col·lectives a Mikonos (Grècia), Girona, Londres, Marraqueix, Bonieux (França), entre d'altres. El 2006 crea el projecte Survivors, que com a mostra individual visità Barcelona, Luxemburg, Chicago, Nova York, Miami i Tenerife.

### Consolidació
L'any 2009 rep el Premi Funde a l'activitat artística i cultural. Aquest mateix any inaugura l'exposició individual De la supervivència al naixement al Mercat Vell de Sitges, presenta a l'Autoritat Internacional del Color l'obra La Quintaesencia, i s'obre al públic la mostra Pepa Poch au Domaine de Capelongue a la Maison Edouard Loubet de Bonieux (França). Al setembre de 2009 inaugura també l'exposició individual Colors evolutius 2009-2011 a la Fundació Àngel Planells de Blanes, Girona, amb olis, murals i catifas amb dibuixos i esboços de gran format. L'any 2009 culmina amb la seva participació en l'exposició col·lectiva Post Human a la fira Art Basel, Wynwood Arts District de Miami (Estats Units) i l'exposició individual Renaissance 2009 a l'Església Museu de Sant Joan d'Arties a la Vall d'Aran, en abdues mostres exposant olis de gran format.
L'any 2010, en el marc de l'exposició solidària col·lectiva Estimarte al Palau Robert de Barcelona, presenta la mostra Pepa Poch Art Crockery Collection, amb obres de ceràmica, plats, grials i dibuixos originals a tinta xina. El mateix any participa en la fira d'art llatinoamericà Arteamericas al Miami Beach Convention Center (Miami, Estats Units) amb olis de gran format, on és una de les artistes convidades representant Espanya, juntament amb Salvador Dalí i Josep Puigmartí, entre d'altres.
Els anys següents inaugura exposicions individuals i col·lectives, tant nacionals com internacionals: El 2011, s'inaugura la mostra "Te Turquesa" a la Galeria Sargadelos de Barcelona, una exposició individual; el mateix any participa en l'exposició col·lectiva "Sister Cities Miami Beach 2011" a l'Art Deco Welcome Center de Miami. El 2012 participà en la 11 Bienal de La Habana, Cuba, amb el Projecte Pepa Poch, un Caribe Mediterráneo. El 2013 tingué lloc l'exposició individual "Pepa Poch Philippines" a l'Ayala Museum de Manila, Filipenes; i el mateix any s'estrenà la mostra individual "Talking Place" a la galeria Martin Elements Cork, i més tard al Royal Institute of British Architecture de Londres. L'any 2014 participà en el projecte "Retrats sense sostre", impulsat per la Xarxa d'Atenció a les persones sense llar, amb l'obraElla, que s'exposà a la Sala Tandem DDB de Barcelona. EN aquest mateix any inaugurà l'exposició indivisual "Lanzarote Infinita" a la Sala Museo de Arte Ermita de San Antonio de Tías, Lanzarote.

## Obra
L'obra de Pepa Poch es caracteritza per un ús personal del color, i per una pintura realista, objectiva, però al mateix temps gestual i conceptual, segons el crític d'art i fundador de Dau al Set, Arnau Puig i Grau. Per altra banda, segons el crític d'art Josep Fèlix Bentz, l'obra de Pepa Poch es pot descriure amb les següents paraules: Aquesta exaltació d'entusiasme i apoteosi és el que sincerament em transmet de forma dogmàtica i pura l'obra de Pepa Poch. Així mateix, el crític afirma que l'elecció de colors i mitjans expressius constitueix una de les exclusives més singulars de l'art de Pepa Poch.
La historiadora i crítica d'art Maria Lluïsa Borràs destaca dels quadres de Poch que estan tractats en innombrables capes de pintura a l'oli fins a convertir-se en textures espesses d'una riquesa cromàtica insuperable. Ella mateixa va descriure Poch com a una autèntica creadora de colors» que «abans d'aprendre a llegir ja sabia servir-se de la paleta.

### Mostres destacades
- “Realidad Mágica”, 2002: Exposició itinerant individual. Tenerife, Lanzarote, La Palma.
- "La Mar Salada", 2004: Exposició itinerant individual. Madrid, Còrdova.
- "Survivors", 2008: Exposició itinerant individual. Barcelona, Luxemburg, Nova York, Chicago, Tenerife.
- "Renaissance", 2009: Exposició itinerant individual. Mercat Vell de Sitges, Església-Museu Sant Joan d'Arties
- "Te Turquesa", 2011: Exposició individual. Barcelona, Galeria Sargadelos.
- XI Biennal d'Art de l'Habana, Cuba, 2012: Exposició col·lectiva, hi participa amb el projecte Pepa Poch, un Caribe Mediterráneo.
- "Pepa Poch Philipinnes", 2013. Exposició individual a l'Ayala Museum de Manila
- "Talking Place", 2013: Exposició itinerant individual. Galeria Martin Elements Cork (MEC) de Palamós, Royal Institute of British Architects (RIBA), Londres.
- "Lanzarote Infinita", 2015: Exposició individual a la Sala Museo de Arte Ermita de San Antonio de Tías, Lanzarote.

## Premis i reconeixements
- Premi Honorífic de la Fundació Roviralta, 1980.[2]
- Premi Funde a l'activitat artística i cultural, 2009.[5]
- Premi Continuarà atorgat pel programa cultural Continuarà de TV2, 2010.[14]